# Fredrik Krantz
Nils Bo Fredrik Krantz, född 1 augusti 1967 uppvuxen i Eneryda och bosatt i Furulund. 

## Utbildning
Fredrik har studerat maskinteknik vid Lunds tekniska högskola. 

## Yrkesliv
Fredrik är VD och försäljningschef för Magcomp i Furulund.